# Chen Danqing
Chen Danqing (chinesisch 陈丹青, Pinyin Chén Dānqīng; * 11. August 1953 in Shanghai, Volksrepublik China) ist ein amerikanisch-chinesischer Maler. Chen war Dozent an der Tsinghua-Universität, ihn haben seine Ölbilder der späten 1970er und frühen 1980er Jahre über die Tibeter berühmt gemacht.
Sein Hauptwerk, übte starken Einfluss auf nachfolgende chinesischer Künstler aus, vor allem die Realismus und Expressionisten.

## Leben
Chen wurde in Shanghai geboren und wuchs in Taishan auf. Zur Zeit der Kulturrevolution, 1969, wurde er zur „Umerziehung durch Arbeit“ aufs Land verschickt und lebte von 1970 bis 1973 in der Volkskommune in Ningdu, Jiangxi. Chen wurde als 17-Jähriger zusammen mit tausenden Mittelschülern aus der Großstadt in eine bitterarme Bergregion geschickt, um als „Gebildeter Jugendlicher“ „von den Bauern zu lernen“. Ab November 1974 war er Arbeiter in einer Nanjinger Fabrik. Seine Wohnberechtigung für Shanghai wurde annulliert, seine formale Ausbildung bis zum Jahr 1977, als erstmals wieder Hochschulaufnahmeprüfungen stattfanden, unterbrochen. 
1968 entstanden seine ersten Ölgemälde, ein Selbstporträt, das von Rembrandt inspiriert war. In der Kulturrevolution studierte er die alten Meister Ilja Jefimowitsch Repin und Wassili Iwanowitsch Surikow und fertigte Zeichnungen nach ihrem Vorbild an. Sein 1978 begonnenes Studium im Fachbereich Ölmalerei an der Zentralen Hochschule der Künste in Peking absolvierte er 1980 mit einem Master-Abschluss. Chen begann nun, sich der bäuerlichen Arbeitswelt zuzuwenden. 1980 ging er zum Malen nach Tibet. In Chens Vorstellung war Tibet ein exotisches Paradies, wo er die farbenprächtige, exotische Welt fand, die er sich erträumt hatte. Er interessierte sich auch für die Französische Romantik und wurde von der Malerei Jean-François Millet und Schule von Barbizon beeinflusst. Im Jahr 1980 lösten seine Gemälde Tibet-Serie an der Nationalen Kunstausstellung im Chinesischen Kunstmuseum eine Sensation aus und stießen auf begeisterte Zustimmung. 
1982 wanderte Chen Danqing in die USA aus. Von 1982 bis 2000 lebte er in New York City, bezog ein möbliertes Studio am Times Square (Broadway). Während seines Aufenthalts in New York schloss er ein Studium an der Art Students League of New York ab. Vor allem hier machte er die Bekanntschaft zahlreicher anderer Maler, darunter Chen Yifei, Ai Weiwei, Ai Xuan, He Duoling, Yuan Yunsheng, Liu Xiaodong, Xu Bing und Liu Suola. Chen wurde exklusiv von Wally Findlay Galleries in New York, Palm Beach, Beverly Hills und Paris vertreten. In den 1990er Jahren wurde er amerikanischer Staatsbürger.
Im Jahr 2000 kehrte Chen Danqing nach China zurück und wurde Professor für Ölmalerei an der Tsinghua-Universität in Peking. Er hielt Vorlesungen an verschiedenen Universitäten rund um die Welt, darunter an der Universität Peking, Zhejiang-Universität, University of California, Irvine, und Harvard University. Chen setzte sich für eine Reformierung des chinesischen Bildungssystems ein, forderte soziale Reformen und wurde ein scharfer Kritiker der Kommunistischen Partei Chinas.
Seine Werke Shepherd – Tibet Serie erzielten auf Auktionen regelmäßig hohe Preise, so brachte 2007 eines seiner Werke in Peking 35,84 Millionen Yuan (€ 4.896.478), was zum damaligen Zeitpunkt ein Rekord für ein zeitgenössisches chinesisches Kunstwerk war.
Er lebt zurzeit in Peking.

## Ausstellungen (Auswahl)
- Chen Danqing Exhibition My Paintings and Tibet (Wally Findlay Galleries, New York · Vereinigte Staaten)
- Chen Danqing Exhibition (Wally Findlay Galleries, Beverly Hills · USA)
- Chen Danqing Oil Painting Exhibition (Sun-Yat-sen-Gedächtnishalle, Taipeh, 1995)
- Chen Danqing Exhibition (Hong Kong University of Science and Technology, Hong Kong Arts Centre, 1998)
- Chen Danqing 1968–1999 Sketch Painting Exhibition (Peking, Guangzhou, Wuhan, Shenyang, Nanjing, Shanghai, 2000)
- Chen Danqing Print Exhibition (Miki International Art, Peking, 2010)
- Chen Danqing Returned Years (Chinese Painting Academy, Peking, 2010)